# Grammoechus triangulifer
Grammoechus triangulifer là một loài bọ cánh cứng trong họ Cerambycidae.